# Konakdüzü, Korkut
Konakdüzü là một xã thuộc huyện Korkut, tỉnh Muş, Thổ Nhĩ Kỳ. Dân số thời điểm năm 2011 là 1.191 người.